# Залешани (Білостоцький повіт)
Залешани (пол. Zaleszany) — село в Польщі, у гміні Міхалово Білостоцького повіту Підляського воєводства.
Населення — 64 особи (2011).
У 1975-1998 роках село належало до Білостоцького воєводства.

## Демографія
Демографічна структура станом на 31 березня 2011 року:
|          | Загалом | Допрацездатний вік | Працездатний вік | Постпрацездатний вік |
| -------- | ------- | ------------------ | ---------------- | -------------------- |
| Чоловіки | 31      | 1                  | 12               | 18                   |
| Жінки    | 33      | 0                  | 7                | 26                   |
| Разом    | 64      | 1                  | 19               | 44                   |